# دالو (سقز)
قرية دالو (بالكردية: دالوو) هي إحدى القرى التابعة لـكولتبه في ريف قسم زيويه من مقاطعة سقز، في محافظة كردستان الإيرانية.

## السكان
حسب إحصاءات سنة 2006، بلغ إجمالي السكان في دالو 184 نسمة وعدد المساكن 31 مسكن. لغة سكان دالو هي اللغة الكردية و هم من أهل السنة والجماعة والمذهب الشافعي.